# N213 (België)
De N213 is een gewestweg in het Belgische gewest Brussel en verbindt de N2 met de R21b. De totale lengte van de weg bedraagt ongeveer 1 kilometer. De route verloopt via de Diamantlaan en bevat voor het grootste gedeelte twee rijstroken voor beide rijrichtingen samen. Alleen het gedeelte tussen de Adolphe Lacomblélaan en Auguste Reyerslaan (R21b) is ingericht als eenrichtingsverkeersweg en alleen te berijden afkomstig uit de richting van de R21. Dit stukje weg is ongeveer 150 meter lang.